# Museumsdruckerei Hoya „Zwiebelfisch“
Die Museumsdruckerei Hoya ist ein vereinsgeführtes Technikmuseum zur Geschichte der Drucktechnik. Es befindet sich in der Stadt Hoya im niedersächsischen Landkreis Nienburg/Weser.
Auf rund 150 m² werden in dem Museum verschiedene historische Druckerpressen und Zubehör für den Buchdruck präsentiert. Sie vermitteln einen Eindruck über die 550-jährige Geschichte des Buchdrucks mit Hilfe des Bleisatzes. Prunkstücke sind eine 1,5 t schwere Linotype-Setzmaschine und eine Kniehebelpresse von 1866, die aus Berlin stammt und als älteste Druckmaschine gilt. Außerdem ein sechs kg schwerer Druckzylinder, mit dem die letzte Ausgabe des Weser-Kurier vom 9. Juni 1984 mit Bleisatz gedruckt wurde.
Das Museum befand sich von 1998 bis Ende 2019 in einem ehemaligen Pfarrhaus, Kirchstraße 30, in unmittelbarer Nähe des Heimatmuseums Hoya. Nach dem Umzug in die neuen Räumlichkeiten in der Alten Molkerei (Lindenallee 2, Hoya) ist es seit September 2022 wieder allgemein zugänglich. Neben der Erhaltung alter Druckmaschinen wird hier viel pädagogische Arbeit mit Schulklassen geleistet, zum Beispiel an dem Buchprojekt "Marions Kieselsteine".
Der Name Zwiebelfisch bezieht sich auf den Druckfehler Zwiebelfisch.